# Інтроєкція
Інтроєкція (від лат. intro — всередину та лат. jacio — кидаю, кладу) — захисний механізм психіки, при якому особа (суб'єкт) переймає судження, властивості, способи поведінки оточуючих (найчастіше — значимих близьких — батьків).
Інтроєкція вважається нормою в процесі виховання моральності у дітей, передачі знань. Стає патологічною у разі, коли особа не в змозі критично поставитися до «інтроєкту» та/або визначити його джерело.

## Опис
У результаті цього процесу те, що відбувається ззовні, сприймається людиною як те, що відбувається із нею самою. Інтроєкція є примітивною формою ідентифікації, але на відміну від ідентифікації інтроєкція не усвідомлюється. Інтроєкція також тісно пов'язана з психологічними механізмами проєкції і проєктивної ідентифікації. У психології поняття було введене психоаналітиком Шандором Ференці.

## Адаптивна роль
Інтроєкція грає важливу роль у процесі формування «над-Я», совісті, прив'язаності, особливо в дитинстві. Маленькі діти поглинають у себе погляди, мотиви, особливості поведінки та особливості емоційних реакцій важливих для них, і до того ж набагато раніше, як вони свідомо вирішать «стати (або не стати) подібними» на них.

## Захисна функція
Інтроєкція дозволяє маленькій дитині усвідомлювати себе всемогутньою (незважаючи на її фактичну безпорадність) за рахунок «присвоєння» собі можливостей і якостей важливих для дитини дорослих. Коли людина стає дорослою, цей захист може зберігатись, захищаючи її від втрати самоповаги в ситуаціях залежності від інших людей (у мене є захисник/помічник і тому Я не є беззахисною(ий) і не є безпорадна(ий)), хоча зазвичай у дорослих людей інтроєкція починає усвідомлюватись і перетворюватись у ідентифікацію.

## Деструктивна роль
Як і будь-який психологічний захист, інтроєкція спотворює сприйняття реальності людини, а конкретно — змушує її відчувати дещо зовнішнє як дещо внутрішнє. У наслідок, зникнення цього зовнішнього може бути сприйнято як зникнення чогось внутрішнього, що безпосередньо пов'язане з депресією та процесом горювання — намагаючись зберегти цільність, людина може впасти у позасвідому фантазію про те, що це вона винна у втраті, і що вона може якось загладити провину, повернути таким чином те, чого їй не вистачає.

## Ідентифікація з агресором
Зигмунд Фрейд був першим, хто звернув увагу на захисні функції процесу, виділивши як самостійний процес «ідентифікацію з агресором» — позасвідоме ототожнення себе з тим (тими), хто загрожує твоїй безпеці. Якщо людину не влаштовує стан, коли вона піддається агресії, вона може спробувати самостійно зайняти позицію агресора, інтроціюючи її риси.
Фрейд не проводив відмінностей між інтроєкцією та ідентифікацією (ця відмінність з'явилась в психоаналізі дещо пізніше) і розумів їх як основу едіпового комплексу — не здатний син протистояти владі батька, який «віднімає» у нього права на безроздільне володарювання матір'ю, син ідентифікується з батьком, бажаючи стати як батько і знайти собі жінку як матір.